# Інший світ, або Держави та імперії Місяця
Інший світ, або Держави та імперії Місяця (фр. L’Autre monde ou les états et empires de la Lune) — перший із трьох сатиричних романів Сірано де Бержерака. Опублікований посмертно 1657 року і разом із супутньою працею «Держави та імперії Сонця» вважається одним із найперших опублікованих науково-фантастичних творів. На думку Артура Кларка, в цій книзі вперше описано космічний політ із ракетним двигуном і винайдено прямоточний реактивний двигун.

## Сюжет
Розповідь у книзі ведеться від першої особи персонажа на ім'я Сірано.
Сірано намагається досягти Місяця, щоб довести, що існує цивілізація, яка бачить Землю як власний Місяць. Він піднімається в небо з Парижа, прив'язавши до свого тіла пляшки з росою, але знову приземляється на Землю. Вважаючи, що він мандрував вгору-вниз, він збентежений місцевими солдатами, які кажуть йому, що він не у Франції; вони супроводжують його до губернатора провінції, який повідомляє йому, що це насправді Нова Франція. Оповідач пояснює губернатору, що вся матерія утворюється всередині зірок і викидається з них, і що коли в Сонці закінчиться паливо, воно поглине планети й перезапустить цикл. Він вважає Нову Францію доказом цієї теорії, стверджуючи, що її нещодавно відкрили європейські дослідники, оскільки Сонце нещодавно послало її на Землю.

Оповідач знову намагається досягти Місяця, цього разу за допомогою літаючої машини, яку він запускає з краю скелі. Попри те, що корабель розбився, місцеві солдати прикріплюють до нього ракети, сподіваючись, що він полетить святкувати день Івана Хрестителя. Наляканий таким використанням своєї машини, оповідач намагається розібрати її, поки горить запобіжник, але машина злітає і відправляє його в космос. Він знайомиться з мешканцями Місяця, які мають чотири ноги, музичні голоси та фантастичну зброю, яка готує страву з дичини під час пострілу. Імена мешканців Місяця складені з музичних нот. Наприклад, ім'я царя -
Мешканці Місяця дуже цінували наявність великого носа, «оскільки після досвіду тридцяти століть ми помітили, що великий ніс є ознакою дотепної, ввічливої, привітної, щедрої та розсудливої людини; і що маленький ніс свідчить про протилежне». (Тема носа виникає в п'єсі «Сірано де Бержерак»).
Він також зустрічає привида Сократа та Домінго Гонсалеса з «Людини на Місяці» Френсіса Годвіна. Він дискутує з Гонсалесом про те, що Бог марний як концепція, що люди не можуть досягти безсмертя та що вони не мають душі. Після цих дискусій оповідач повертається на Землю.

## Вплив
Натхненний протонауково-фантастичним твором Лукіана «Правдива історія», «Інший світ» вплинув на багато інших творів, які відносять до ранньої наукової фантастики, зокрема на роман Джонатана Свіфта «Мандри Гуллівера», в якому також описано фантастичні дослідницькі подорожі, при цьому поєднано коментарі щодо сучасного суспільства та деякі ідеї невідомої та «сучасної» науки.
У серії французьких коміксів «De cape et de crocs» письменника Алена Ейроля і художника Жана-Люка Масбу, натхненної «Іншим світом», часто згадуються цей твір та його автор.